# Sozina-Tunnel (Eisenbahn)
Der  Sozina-Tunnel, serbisch-kyrillisch Тунел бр. 250 „Созина“, übersetzt Tunnel Nr. 250 „Sozina“, ist ein Eisenbahntunnel im Süden Montenegros. Der 6.171 m lange ist Teil der Bahnstrecke Belgrad–Bar. Er gilt als längster Eisenbahntunnel des Landes und war der längste Tunnel in Jugoslawien unter der Regierung von Tito. Er unterquert die Gebirgskette Rumija, welche die montenegrinische Adriaküste von der Tiefebene rund um den Skutarisee trennt. Das südliche Portal liegt in Sutomore an der Adriaküste, während das Nordportal einige Kilometer südlich von Virpazar am Fuß der Rumija-Berge liegt.
Mit dem Bau des Tunnel wurde 1954 begonnen. Er wurde im Zuge der neuen Normalspurstrecke Bar–Titograd gebaut, die nicht nur ein zukünftiger Streckenabschnitt der Verbindung Bar–Belgrad werden sollte, sondern auch die Schmalspurstrecke Bar–Virpazar ersetzen sollte. Die Strecke wurde 1959 eröffnet.
Sechs Jahre nach Betriebsaufnahme kam es zu einem großen Wassereinbruch durch eine Karstkanal. Es musste eigens ein 1750 m langer Drainagetunnel gebaut werden, damit das mit 6,5 m³/min fließende Wasser abgeführt werden konnte. Dieser Entwässerungstunnel liegt zwei Meter unterhalb des Haupttunnels und 15 m in der Achse seitlich versetzt.